# Jimmy McCulloch
Pour les articles homonymes, voir McCulloch.
 (janvier 2019).
Si vous disposez d'ouvrages ou d'articles de référence ou si vous connaissez des sites web de qualité traitant du thème abordé ici, merci de compléter l'article en donnant les références utiles à sa vérifiabilité et en les liant à la section « Notes et références ».
James McCulloch, né le 4 juin 1953 à Dumbarton en Écosse et mort le 27 septembre 1979, est un musicien écossais. Il a été guitariste et bassiste pour Thunderclap Newman, Stone the Crows et le groupe Wings de Paul McCartney.

## Biographie
Né à Dumbarton, sa famille déménage à Clydebank, avant de s'établir définitivement à Cumbernauld, toutes deux situées aussi en Écosse. Il commence sa carrière à l'âge de 11 ans, en formant un groupe nommé The Jaygars à Cumbernauld, avec son frère Jack à la batterie. Ils accompagnent des groupes qui passent dans le secteur comme The Who. Le groupe change de nom pour devenir One In a Million et sort deux singles, Use Your Imagination/Hold On et Fredereek Hernando/Double Sight avant son éclatement.
En 1969, James fonde Thunderclap Newman avec l'aide de Peter Townshend, qui joue la basse et produit le groupe sous le pseudonyme de "Bijou Drains". Ils sortent la chanson Something in the Air et lancent peu après l'album Hollywood Dream, toujours produit par Townshend. De janvier jusqu'à la mi-avril 1971, le groupe fait une tournée en Angleterre, en Écosse, en Hollande et en Scandinavie avant d'être dissout à la fin avril de cette année.
En octobre 1971, Jimmy part en tournée avec John Mayall & The Bluesbreakers en Angleterre et en Allemagne. 
Il fonde ensuite le groupe Bent Frame, qu'il renomme assez rapidement Jimmy McCulloch Band. Il compose quelques chansons, mais il est vite appelé à rejoindre Stone the Crows, avec la chanteuse Maggie Bell, en juin 1972 pour remplacer le guitariste Leslie Harvey qui s’est électrocuté sur scène. En 1973, il intègre le groupe Blue, puis se joint à la formation Tundra.
Lorsque Paul McCartney projette d'enregistrer un nouvel album avec sa femme Linda, le guitariste Denny Laine et leur groupe Wings, pour faire suite au succès de Band on the Run, il fait appel à Jimmy. Avec eux, il compose la musique des chansons Wino Junko et Medicine Jar, Colin Allen ancien batteur de Stone the Crows en écrit les paroles. Il est ironique de noter que la chanson Medecine Jar est une chanson contre la drogue, étant donné les raisons de son décès prématuré. Il reste trois ans avec eux soit d'octobre 1974 à septembre 1977, enregistrant un single, trois albums studios ainsi qu’un live avant de les quitter.
En parallèle de sa contribution au sein des Wings, McCulloch forme White Line avec son frère Jack à la batterie et Dave Clarke à la basse, claviers et chant. Ils jouent plusieurs concerts impromptus et sortent un single, intitulé Call My Name/Too Many Miles. Un album de treize titres, White Line - Complete, est édité en 1994 sur le label Clarke's Mouse Records. Jimmy McCulloch et White Line apparaissent sur le programme de télévision britannique "Supersonic", le 27 novembre 1976. En outre, McCulloch enregistre et produit deux titres inédits de The Khyber Trifles, Borrowed Time et Any Way, il joue d'ailleurs occasionnellement avec eux à Londres et dans leur ville natale de Glasgow. Enfin, il joue la guitare sur l'album de Roy Harper Bullinamingvase, en compagnie de Paul et Linda McCartney aux chœurs, ainsi que sur celui de Ricci Martin Beached, en 1977.
Au début de 1978, McCulloch forme le groupe Wild Horses avec Brian Robertson, Jimmy Bain et Kenney Jones, où il ne reste que peu de temps, n’ayant pas le temps d’enregistrer avec eux. Et en 1978 toujours, McCulloch se joint aux Small Faces, reformés avec l'ex-guitariste chanteur de Humble Pie Steve Marriott, le claviériste Ian McLagan, le bassiste Rick Wills et le batteur Kenney Jones, pour leur deuxième album 78 in the Shade. il joue la guitare sur deux chansons chansons de cet album, mais devant le manque d'intérêt du public le groupe se sépare la même année. En 1979, McCulloch rejoint The Dukes. 
McCulloch joue habituellement sur une guitare Gibson SG et une Gibson Les Paul. Alors qu'il est avec les Wings, il lui arrive de se partager la basse avec le guitariste Denny Laine, lorsque McCartney est au piano ou à la guitare.
Le 27 septembre 1979, James est trouvé mort par son frère Jack dans sa maison de Maida Vale à Londres ; une autopsie pratiquée sur son corps révèle qu'il est décédé d'insuffisance cardiaque due à une absorption simultanée de morphine et de whisky. Il n'est alors âgé que de 26 ans.

## Discographie

### One in a Million
- Singles :
  - 1967 : Use Your Imagination/Hold On
  - 1967 : Fredereek Hernando/Double Sight
- Compilation :
  - 2008 : Double Sight

### Thunderclap Newman
- Singles :
  - 1969 : Something in the Air/Wilhelmina
  - 1970 : Accidents/I See It All
  - 1970 : The Reason/Stormy Petrel
  - 1970 : Wild Country/Hollywood Dream
- Album :
  - 1969 : Hollywood Dream - Peter Townshend, basse et production.
- Compilation :
  - 2010 : Beyond Hollywood - Compilation studio/live.

### Stone The Crows
- Album studio :
  - 1972 : Ontinuos Performance - Jimmy guitare sur 2 chansons, Good Time Girl & Sunset Cowboy.
- Album live :
  - 2008 : Live Crows 1972/73 1 CD + 1 DVD - Jimmy joue sur le DVD exclusivement.
- Compilations : 
  - 1973 : Stone The Crows Featuring Maggie Bell - Jimmy sur deux chansons, On The Highway & It Ain't Easy.
  - 1975 : The Greatest Rock Sensation - Distribution allemande exclusivement.
  - 1976 : Stone The Crows - Sur deux chansons, Good Time Girl & On The Highway.
  - 1999 : The Very Best Of Maggie Bell & Stone The Crows
  - 2009 : Radio Sessions 1969-72 2 CD - Jimmy guitare sur 16 chansons.
  - 2015 : Stone The Crows / Ode To John Law
  - 2015 : Teenage Licks / Ontinuous Performance - Joue sur 17 chansons.

### Wings
- Single :
  - 1974 : Junior's Farm/Sally G
- Albums studio :
  - 1975 : Venus And Mars
  - 1976 : Wings at the Speed of Sound
  - 1978 : London Town
- Album live :
  - 1976 : Wings over America - 2 CD

### Jimmy McCulloch & White Line
- 1976 : Call My Name/Too Many Miles - Single

### Small Faces
- 1978 : 78 in the Shade - Jimmy à la guitare sur Thinking About Love & You Ain't Seen Nothing Yet

### The Dukes
- 1979 : The Dukes

## Participations
- 1972 : John Entwistle : Whistle Rymes - Jimmy sur deux chansons, Apron Strings & I Feel Better avec Peter Frampton.
- 1973 : Speedy Keen : Previous Convictions
- 1973 : Brian Joseph Friel : Brian Joseph Friel - Joue sous le pseudonyme The Phantom.
- 1977 : Roger Daltrey : One Of The Boys
- 1977 : Roy Harper : Bullinamingvase - Avec Paul et Linda McCartney, Percy Jones, Ronnie Lane, Alvin Lee, Dave Lawson, etc.
- 1977 : Ricci Martin : Beached

## Production
- 1976 : The Khyber Trifles Borrowed Time et Any Way.